# Leichtathletik-Weltmeisterschaften 2019/Teilnehmer (Dschibuti)
| Gelbes Symbol für Goldmedaillen mit stilisierten Olympischen Ringen | Graues Symbol für Silbermedaillen mit stilisierten Olympischen Ringen | Braundes Symbol für Bronzemedaillen mit stilisierten Olympischen Ringen |
| ------------------------------------------------------------------- | --------------------------------------------------------------------- | ----------------------------------------------------------------------- |
| —                                                                   | —                                                                     | —                                                                       |

Der Leichtathletikverband von Dschibuti nahm an den Leichtathletik-Weltmeisterschaften 2019 in Doha teil. Vier Athleten wurden vom dschibutischen Verband nominiert.

## Ergebnisse

### Männer

#### Laufdisziplinen
| Athlet               | Disziplin | Vorlauf              | Vorlauf              | Halbfinale           | Halbfinale           | Finale               | Finale               |
| Athlet               | Disziplin | Zeit                 | Platz                | Zeit                 | Platz                | Zeit                 | Platz                |
| -------------------- | --------- | -------------------- | -------------------- | -------------------- | -------------------- | -------------------- | -------------------- |
| Ayanleh Souleiman    | 800 m     | nicht auf Startliste | nicht auf Startliste | nicht auf Startliste | nicht auf Startliste | nicht auf Startliste | nicht auf Startliste |
| Ayanleh Souleiman    | 1500 m    | 3:36,16 min          | 01                   | 3:38,35 min          | 22                   | DNQ                  | DNQ                  |
| Youssouf Hiss Bachir | 1500 m    | 3:37,93 min          | 24                   | 3:36,72 min SB       | 10                   | 3:37,96 min          | 12                   |
| Abdi Waiss Mouhyadin | 1500 m    | 3:38,79 min          | 30                   | DNQ                  | DNQ                  | –                    | –                    |
| Hassan Bouh Ibrahim  | 5000 m    | 13:36,39 min         | 22                   |                      |                      | DNQ                  | DNQ                  |